# Bandung (Bandung)
Bandung is een bestuurslaag in het regentschap Tulungagung van de provincie Oost-Java, Indonesië. Bandung telt 3037 inwoners (volkstelling 2010).